# The Forest (Computerspiel)
The Forest ist ein 2018 erschienenes Survival-Horror-Spiel für Windows und PlayStation 4. Im Debüt des kanadischen Entwicklers Endnight Games schlüpft der Spieler in die Rolle eines Überlebenden eines Flugzeugabsturzes. Auf einer abgelegenen Halbinsel versucht er alleine oder mit bis zu sieben Mitspielern in der Natur zu überleben und seinen Sohn zu finden, den Angehörige eines Kannibalenstamms von der Absturzstelle entführt haben. Auf der Suche nach ihm kämpft sich der Protagonist durch ein weit verzweigtes Höhlensystem voller Mutanten. Dabei macht er Entdeckungen über außer Kontrolle geratene Experimente an Menschen. Der Titel greift Elemente des klassischen Genres Survival Horror und modernerer Survival-Spiele mit offener Spielwelt auf.
Vor der offiziellen Veröffentlichung für Windows am 30. April 2018 war der Downloadtitel bereits vier Jahre lang über ein Early-Access-Programm spielbar. Später wurde die Unterstützung für Virtual-Reality-Headsets hinzugefügt. Am 6. November 2018 erschien eine Portierung für PlayStation 4.
The Forest wurde von der Spielepresse positiv aufgenommen und hat sich mehr als 5,3 Millionen Mal verkauft. Es gilt als Musterbeispiel für das Early-Access-Vertriebsmodell und als eines der besten Survival-Spiele. Dem Spiel wurden eine innovative und gelungene Kombination von Elementen verschiedener Genres, eine besonders ausgefeilte künstliche Intelligenz der Gegner sowie eine detailreiche audiovisuelle Umsetzung der Spielwelt zugeschrieben, die zusammen für eine überzeugende Atmosphäre und ein immersives Spielerlebnis sorgen. Mit Sons of the Forest wurde 2019 ein Nachfolger angekündigt, der nach mehreren Terminverschiebungen am 23. Februar 2023 in eine öffentliche Testphase ging.

## Handlung
Das Spiel beginnt mit einer Zwischensequenz an Bord eines Passagierflugzeugs. Der Spieler nimmt die Ich-Perspektive von Eric LeBlanc ein, der neben seinem schlafenden Sohn Timmy im Flugzeug sitzt. Nach plötzlichen Turbulenzen stürzt das Flugzeug nachts auf einer abgelegenen, bewaldeten Halbinsel ab und LeBlanc verliert das Bewusstsein. Als er im Flugzeugwrack wieder zu sich kommt, steht ein Eingeborener der Halbinsel vor ihm und hält den bewusstlosen Timmy in seinen Armen. Desorientiert und durch den Absturz geschwächt, ist LeBlanc nicht in der Lage zu reagieren. Sein Sohn wird entführt und LeBlanc wird erneut ohnmächtig. Als er wieder zu Bewusstsein kommt, scheint die Sonne. Er ist in der Lage, sich im Wrack der Passagiermaschine umzusehen und es zu verlassen. Von nun an kann sich der Spieler als Eric LeBlanc frei bewegen und muss zunächst die Umgebung erkunden und sein eigenes Überleben sichern, bevor er sich auf die Suche nach Timmy machen kann.

Airbus A320 als Vorbild für das Passagierflugzeug im Spiel

Auf der Insel finden sich Wrackteile und Gepäckstücke aus dem Flugzeug sowie Hinweise auf den Verbleib des Sohnes, anderer Passagiere und Spuren der Zivilisation, darunter ein verlassenes Zeltlager. Unter der Insel befinden sich mehrere voneinander getrennte Höhlensysteme, die durch Eingänge zugänglich sind, die über die Insel verteilt liegen. Tagsüber ziehen sich die Kannibalen in die Höhlen zurück, die LeBlanc nun nach Hinweisen auf den Verbleib seines Sohnes absucht. Gelegentlich kann er verstümmelte oder okkultistisch dargestellte Leichen als Passagiere seines Fluges identifizieren. Im weiteren Verlauf der Handlung findet LeBlanc den Entführer seines Sohnes, Dr. Matthew Cross. Der Wissenschaftler führte in verborgenen Labors mit zahlreichen Angestellten gentechnische Experimente an Menschen durch, die zu Mutationen unter den Eingeborenen führten.
Beim Ausbruch eines Mutanten im Labor kam Cross’ kleine Tochter Megan ums Leben, woraufhin sich alle Forschungen darauf konzentrierten, eine Methode zu finden, sie wiederzubeleben. Dies soll mithilfe eines antiken Artefakts in Form eines Obelisken und eines weiteren menschlichen Opfers ähnlichen Alters möglich sein. LeBlanc erreicht die in den Berg gebaute Forschungseinrichtung zu spät und kann nicht verhindern, dass der Wissenschaftler Timmy in einem Ritual opfert, um seine Tochter wiederzubeleben. Er findet auch Dr. Cross tot auf und beschließt, das Mädchen zu opfern, um seinen Sohn wiederzubeleben, dessen Leiche er in dem Artefakt vorfindet. Cross’ Tochter verwandelt sich vor seinen Augen in ein riesiges, aggressives Monster und LeBlanc ist gezwungen, sie zu töten. Der anschließende Versuch, das Ritual zu wiederholen, scheitert, da ein lebendes Opfer benötigt wird.
Kurz darauf kreuzt ein Passagierflugzeug den Himmel über der Halbinsel. Mit einem EMP-Gerät im Labor kann ein weiterer Flugzeugabsturz herbeigeführt werden, um ein lebendes Opfer für die Wiederbelebung von Timmy erbringen zu können. Der Spieler kann sich dagegen entscheiden, woraufhin sich LeBlanc mit seinem einsamen Leben auf der Insel abfindet. In einer letzten Szene, nachdem LeBlanc das Labor wieder verlassen hat, fliegt das Flugzeug unbeschadet über die Insel, während LeBlanc ein Foto seines Sohnes verbrennt. Entscheidet sich der Spieler für den Einsatz des EMP-Geräts, kann er in der Folge mit dem wiederbelebten Timmy von der Insel entkommen. In einer abschließenden Filmsequenz tritt der Überlebenskünstler in einer Fernsehshow auf, in der sein Sohn plötzlich vor laufender Kamera zusammenbricht und am ganzen Körper zittert. Eine letzte Szene zeigt den inzwischen erwachsenen, alkohol- und medikamentenabhängigen Timmy in seiner Stadtwohnung, wo er versucht, die Ursachen für seine körperlichen Anomalien und die Geschehnisse auf der Halbinsel zu verstehen.

## Spielprinzip
The Forest wird in einer 3D-Umgebung aus der Egoperspektive gespielt. Ziel des Spiels ist das Überleben auf einer frei begehbaren Halbinsel gegen Hunger, Durst, Wettereinflüsse und vor allem nachts angreifende Kannibalen und Mutanten. Es ist dem Spieler freigestellt, die oben beschriebene Hintergrundgeschichte weiter zu verfolgen. Das Spiel beginnt am Wrack des abgestürzten Flugzeugs inmitten eines Waldes auf der Halbinsel. Die Lage der Absturzstelle ändert sich mit jedem Spieldurchlauf. Um zu überleben, müssen Frischwasserquellen gefunden, Nahrung durch Jagen, Sammeln oder Ackerbau beschafft, Waffen improvisiert und Gebäude und andere Vorrichtungen zum Schutz vor Umwelt und Gegnern errichtet werden. Dazu können Bäume gefällt und das Holz verarbeitet werden. Weitere Baumaterialien sind herumliegende Äste und Steine, Gegenstände aus dem Gepäck des Flugzeugs und die Hinterlassenschaften der Eingeborenen.
Das Spiel kann wahlweise im Einzelspielermodus oder im kooperativen Mehrspielermodus mit bis zu acht Spielern in der PC-Version bzw. bis zu vier Spielern in der PlayStation-Version gespielt werden. Spieler können Gegenstände austauschen, sich gegenseitig im Kampf unterstützen sowie arbeitsteilig Rohstoffe sammeln und Gebäude errichten. Über ein Walkie-Talkie kann mit anderen Spielern gesprochen werden. Strategien im Kampf gegen Kannibalen lassen sich nicht ohne Weiteres vom Einzel- auf den Mehrspielermodus übertragen, wenn sich die Aufmerksamkeit der Gegner auf mehrere Ziele verteilt. Neben drei Schwierigkeitsgraden bietet The Forest auch einen alternativen Modus ohne Gegner, in dem Spieler die Halbinsel ungestört erkunden oder sich auf das Sammeln von Ressourcen und den Bau von Gebäuden konzentrieren können, ohne dabei angegriffen zu werden. The Forest ist mit den Virtual-Reality-Headsets HTC Vive, Oculus Rift und Valve Index kompatibel und kann – entsprechende Hardware vorausgesetzt – vollständig im VR-Modus gespielt werden. Die prinzipiell unbegrenzte Spieldauer beträgt abhängig vom individuellen Spieltempo etwa 16 Stunden bis zum Abschluss der Erzählung, 28 Stunden bei Erfüllung aller Nebenaufgaben sowie 55 Stunden und mehr zum vollständigen Komplettieren.

### Spielwelt

Karte der Spielwelt (Landfläche in schwarz)

Die Halbinsel ist geprägt von bergigem Gelände, dichten Wäldern und einer vielfältigen Flora und Fauna, die dem Spieler als nachhaltige Rohstoffquellen dienen. Weitläufige Landschaften mit Lichtungen, Küsten, Flüssen und Seen, schneebedeckten Bergen sowie Wildtiere mit individuell simulierten Verhaltensweisen (darunter Vögel, Hasen, Hirsche, Schildkröten, Fische, Krokodile) erzeugen eine scheinbar idyllische Atmosphäre. Konträr dazu ist es in den unübersichtlichen Höhlen unter der Insel dunkel, feucht und kalt. Hier findet der Spieler neben zahlreichen Gegnern auch Hinweise zur Handlung sowie hochwertige Ausrüstungsgegenstände und Waffen. Ein Tag-Nacht-Zyklus in verkürzter Echtzeit und unterschiedliche Wetterbedingungen erfordern eine gewisse Vorausplanung und Anpassung. Die Spielwelt ist im Osten, Süden und Westen von Wasser umgeben. Schwimmt der Spieler zu weit auf das Meer hinaus, ertrinkt die Spielfigur oder wird von Haien getötet. Die nördliche Landverbindung der Halbinsel wird von unpassierbarem Gebirge begrenzt. Eine Flucht ist somit zunächst ausgeschlossen und der Spieler muss sich verstecken oder kämpfen, um zu überleben.
Die Bewohner der Halbinsel sind mehrere Stämme kannibalischer Ureinwohner, die in primitiven Holzzelten und Höhlen leben. Sie durchstreifen die Halbinsel meist in Patrouillen von vier bis sieben Mann. Sie greifen die Spieler in ihrem Lager vor allem nachts an, während sie sich tagsüber eher darauf beschränken, die Spieler aus der Ferne zu beobachten. Stürzt der Spieler im Einzelspielermodus zum ersten Mal oder wird er von Gegnern überwältigt, verschleppen ihn die Kannibalen in eine Höhle, wo er zwischen den Leichen anderer Flugzeugpassagiere wieder zu sich kommt und einen Ausweg finden muss. Im späteren Spielverlauf errichten sie in der Nähe des Lagers der Spieler Statuen aus abgetrennten menschlichen Körperteilen, Holz, Stoff, Seilen, Knochen und anderen Fundstücken. In den Höhlen sind zudem besonders starke Mutanten mit zahlreichen Armen oder Beinen anzutreffen, die bei längerer Spieldauer auch die Unterwelt verlassen und die Basis der Spieler aufsuchen.
Die Computergegner in The Forest zeichnen sich durch eine ausgefeiltere und komplexere künstliche Intelligenz aus als die früherer Genrevertreter. So können Interaktionen zwischen Kannibalen und Kannibalenstämmen beobachtet werden. Sie sind in der Lage, sich gegenseitig im Kampf gegen Spieler zu schützen, fliehen nach Verletzungen und tendieren dazu, sich nach einer Dezimierung ihrer Gruppe zunächst zurückzuziehen, um mit Verstärkung erneut anzugreifen. Innerhalb eines Stammes scheinen Kannibalen Informationen über den Aufenthaltsort von Spielern auszutauschen und Angriffe zu koordinieren. Unter den Kannibalen lassen sich verschiedene Typen mit unterschiedlichen Aufgaben, Kampftechniken und hierarchischen Positionen ausmachen. Je länger sich die Spieler auf der Halbinsel aufhalten, desto aggressiver gehen die Kannibalen gegen sie vor. Sie meiden Feuer und können mit Fackeln oder einem Lagerfeuer auf Distanz gehalten werden. Um angreifende Kannibalen oder die besonders starken Mutanten abzuwehren, können Spieler verschiedene tödliche Fallen errichten.

### Überleben
Der Spieler muss die Attribute Hunger, Hydratation, Gesundheit, Energie und Ausdauer seiner Spielfigur im Blick halten, über deren Status mehrere Füllstandsanzeigen in der unteren rechten Bildschirmecke informieren. Darüber hinaus werden auch geistige Gesundheit, Körpergewicht, Körpertemperatur, Stärke und Athletik über nicht einsehbare Parameter simuliert. Die Eigenschaften werden durch die Spielumgebung und Aktionen des Spielers beeinflusst. Statuseffekte wie Lebensmittelvergiftung, Blutvergiftung, Blutverschmiertheit und Adrenalinrausch wirken sich auf die Statuswerte aus. Durch Essen und Trinken, Training, Schutz durch passende Kleidung oder entsprechende Behandlung können diese vom Spieler beeinflusst und Statuseffekte behandelt werden. Der Spieltod tritt ein, wenn die Gesundheit des Spielers auf null absinkt. Im Mehrspielermodus können Spieler sich zunächst noch gegenseitig aufhelfen, bevor ein Rucksack am selben Ort zurückbleibt, der das Inventar des Spielers zum Zeitpunkt des Todes symbolisiert. Der Rucksack kann von anderen Spielern oder vom selben Spieler nach seinem Wiedereinstieg am Flugzeugwrack eingesammelt werden.
The Forest verfügt über ein Inventarsystem, über das der Spieler jederzeit Zugriff auf Waffen, Werkzeuge und Rohstoffe hat, die er während des Spiels einsammelt. Je nach Gegenstand ist die Kapazität begrenzt und kann durch zusätzliche Taschen erhöht werden. Beim Öffnen des Inventars werden alle Gegenstände auf einer Decke ausgebreitet und über den gesamten Bildschirm sortiert dargestellt. In der Mitte der Inventaransicht können Gegenstände per Drag-and-Drop-Mechanismus platziert und so kombiniert werden, dass aus Einzelteilen neue Werkzeuge, Waffen oder Schutzkleidung entstehen. Wird ein erstes Teil in diesen Bereich gelegt, erscheint eine Liste der Möglichkeiten und der weiteren benötigten Komponenten. Darüber hinaus steht dem Spieler mit dem Survival Guide ein Handbuch zur Verfügung, das Informationen über die Spielmechanik und die Handlung enthält. So finden sich darin Anleitungen zum Sammeln von Nahrung, eine To-do-Liste und alle bereits gesammelten Hinweise zu Timmy und den anderen Passagieren. Auch eine Übersicht über herzustellende Gegenstände und zu errichtende Vorrichtungen und Gebäude ist enthalten und dient beim Bauen gleichzeitig als Auswahlmenü. In einem selbstgebauten oder vorgefundenen Lager kann der Spieler sich ausruhen und den Spielfortschritt speichern.
Zu errichtende Gebäude(-teile) werden aus dem Handbuch ausgewählt und in Form einer dreidimensionalen Blaupause in der Spielwelt platziert. Anschließend müssen die benötigten Materialien beschafft und dem Plan hinzugefügt werden. Die Vorlagen im Survival Guide reichen von einfachen Bauteilen wie Palisaden, Mauern, Dachelementen, Treppen und Holzplattformen, die zu komplexeren Gebäuden zusammengefügt werden können, bis hin zu fertigen Gebäuden wie Unterständen, Holzhütten, Baumhäusern und Aussichtstürmen. Darüber hinaus können verschiedene Einrichtungsgegenstände, Aufbewahrungsmöbel, Tierfallen, Flöße, tödliche Fallen zur Abwehr von Kannibalen und Skulpturen aus abgetrennten Körperteilen zur Abschreckung gebaut werden. Die so errichteten Bauten können von angreifenden Feinden beschädigt und zerstört werden. Obwohl der Bau von Verteidigungsanlagen für den Spielfortschritt von untergeordneter Bedeutung und nur in begrenztem Umfang erforderlich ist, machen die vielfältigen Möglichkeiten, die sich aus der freien Platzierbarkeit und Kombinierbarkeit der Elemente ergeben, das strategische Anlegen größerer Gebäude bis hin zu Festungen zu einem beliebten Teil des Spiels.

## Entwicklung und Veröffentlichung

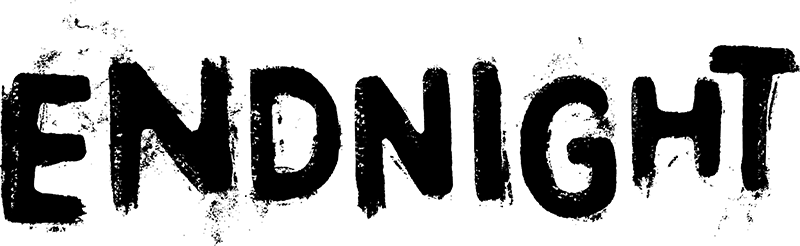
Logo des Entwicklers Endnight Games

The Forest ist das erste Spiel des in Vancouver, Kanada ansässigen Entwicklerstudios Endnight Games. Ausführender Produzent war Ben Falcone. Das Team arbeitete zuvor an visuellen Effekten für Filme wie The Amazing Spider-Man 2: Rise of Electro und Tron: Legacy. Das 2013 gegründete Unternehmen begann die Entwicklung mit einer dreiköpfigen Belegschaft und griff während der Produktion in hohem Maß auf externe Dienstleister zurück. Bei offizieller Veröffentlichung 2018 beschäftigte Endnight Games mehr als zehn Mitarbeiter. Das ursprüngliche Budget betrug 125.000 US-Dollar.
The Forest wurde durch die Filme The Descent – Abgrund des Grauens (2005), Nackt und zerfleischt (1980) und I Am Legend (2007) sowie die Survival-Computerspiele Minecraft (2011) und Don’t Starve (2013) inspiriert. Generell sei, so Falcone, die Ästhetik der Exploitationfilme der 70er und frühen 80er Jahre ein wesentlicher Einfluss gewesen und das Ziel eine ernste und grausame Horrorwelt, in die zwei Spieler hineingeworfen werden. Disney sei insofern eine Inspiration gewesen, als dass das Spiel nicht ausschließlich „düster und bedrückend“ sein sollte.
Eine Vorabversion wurde am 30. Mai 2014 als Early-Access-Spiel online auf Steam, einer Distributionsplattform für PC-Spiele, veröffentlicht und danach mehrmals monatlich mit neuen Inhalten aktualisiert. Am 30. April 2018 wurde The Forest für Windows offiziell via Steam veröffentlicht. Technische Grundlage ist die Spiel-Engine Unity in Version 5.6.5f1. Eine Reihe unabhängig veröffentlichter Mods ermöglicht Spielern der PC-Version, Spielmechaniken anzupassen und neue Funktionen zu ergänzen, etwa weitere Rollenspiel-Elemente, neue Gebäude-Blaupausen oder Crafting-Rezepte. Um die PC-Version ohne VR-Modus spielen zu können, wird Windows auf einem Rechner mit Mehrkernprozessor mit mindestens 2,4 GHz Taktfrequenz, 4 GB Hauptspeicher, 5 GB Festspeicher und einer DirectX-9-fähigen Grafikkarte empfohlen. Die PC-Version setzt im Mehrspielermodus zur direkten Verbindung auf die entsprechende Steam-Schnittstelle. Darüber hinaus stellt der Entwickler die Software zum Betrieb eines dedizierten Servers zur Verfügung.
Auf der jährlichen PlayStation Experience haben Endnight und Sony 2017 eine Version für PlayStation 4 vorgestellt, die am 6. November 2018 veröffentlicht wurde. Erstmals angekündigt wurde die Version bereits 2014. Eine angepasste Version für die leistungsstärkere Pro-Variante der Konsole bietet eine verbesserte Grafikdarstellung, während das Spiel auf beiden Systemen mit 30 Bildern pro Sekunde läuft. Durch die Abwärtskompatibilität der 2020 erschienenen PlayStation 5 ist das Spiel auch darauf spielbar. Eine erwogene Portierung auf Xbox One wurde nicht realisiert. The Forest erschien ausschließlich als Download-Titel auf Steam und im PlayStation Store zum regulären Verkaufspreis von rund 17 Euro.
Der Soundtrack zum Spiel stammt vom US-amerikanischen Komponisten Gabe Castro und besteht aus zehn atmosphärischen Ambient- bis Doom-Metal-Stücken abstrakter Textur mit einer Gesamtlänge von etwa 40 Minuten. Zusätzlich zu diesen Stücken, die im Hauptmenü und während des Spielens im Hintergrund abgespielt werden, sind acht Songs im Electro-Stil der 80er-Jahre von insgesamt etwa 30 Minuten Laufzeit enthalten, die im Spiel als Audiokassetten auf einem tragbaren Kassettenrekorder abgespielt werden können. Die Tonträger sind mit fiktiven Band- und Titelnamen beschriftet. Nicht alle Stücke des Soundtracks sind im Spiel aufgegriffen worden.

## Rezeption

### Pressestimmen
Das Spiel erhielt „überwiegend positive Kritiken“. Metacritic aggregierte 16 Rezensionen der Spielepresse zu 83 von 100 Punkten für die Windows-Version und sieben Wertungen zu 78 Punkten für die PlayStation-4-Version. OpenCritic fasste 26 Testberichte zu einer plattformübergreifenden Gesamtwertung von 81 von 100 Punkten zusammen und vergab das Prädikat „stark“. 68 Prozent der Rezensenten würden das Spiel empfehlen.

#### Gameplay
The Forest verbinde die Genres Survival Horror und Open-World-Survival auf innovative Weise. „Erkundung, Entdeckung und Kannibalismus in einem storyreichen Survival-Horror-Sandbox-Spiel“, fasst IGN zusammen. Rock Paper Shotgun beschreibt das Ergebnis als „Survival-Horrorspiel, das es schafft, diese beiden Elemente [Survival und Horror] auf überraschende Weise voneinander zu trennen und sie dennoch auf sehr interessante Weise aufeinander einwirken zu lassen“. Durch diese Verbindung entstehe ein furchterregendes und spannungsgeladenes Spielerlebnis. GamePro nennt das entstandene Subgenre in Abwandlung zum klassischen Survival Horror „Horror Survival“, um die stärker ausgeprägten simulativen Überlebensaspekte zu betonen. Die dennoch vorhandenen Horrorelemente würden das Spiel auch für Spieler interessant machen, die Survival-Spiele sonst eher meiden.
Grundsätzlich spiele sich The Forest am besten in Gesellschaft. Der kooperative Mehrspielermodus sei ausgezeichnet umgesetzt, mildere Schreckensmomente und damit die Horroratmosphäre gleichzeitig maßgeblich ab. Der Kampf gegen mehrere Gegner falle leichter und größere Bauvorhaben könnten schneller umgesetzt werden. Die Inventarverwaltung werde mit zunehmender Spieldauer unübersichtlich. Die Freiheiten, die die offene Spielwelt bietet, seien mitunter zu vielfältig und das Spielende hänge zu sehr vom Glück statt von der Vorbereitung oder dem spielerischen Geschick ab. Die vielfältige Interaktion mit den Eingeborenen vermittele dem Spieler das authentische Gefühl, sich verstecken und um sein Überleben kämpfen zu müssen, so Gamereactor. Flucht sei keine Option, was das Spiel zu einem „großartigen Horror-Adventure“ mache. Auch wenn das Verhalten der Gegner aufgrund der komplexen KI gelegentlich zu komischen Situationen führe, seien diese Mängel angesichts des großen Spielumfangs vernachlässigbar. Bei längerer Spieldauer werde das Verhalten der Gegner irgendwann repetitiv und vorhersehbar.

#### Technik und Umsetzung
The Forest sei ein handwerklich anspruchsvoller Survival-Horror-Titel. Rock Paper Shotgun lobt insbesondere eine „wahnsinnig hübsche“ visuelle Gestaltung der Umgebung mit aufwendig animierten Wildtieren und realistischen Wettereffekten. Weitläufige Höhlensysteme böten viel zu erkunden und Lichteffekte würden geschickt eingesetzt. Auch das Sounddesign wird als exzellent hervorgehoben und trage maßgeblich zur immersiven Atmosphäre bei. Destructoid vergab ein „Gütesiegel für hervorragende Qualität“. Während die erste offiziell veröffentlichte Version noch durch weitere Fehlerbehebungen und kleinere Verbesserungen aufgewertet hätte werden können, bleibe The Forest „eine große Leistung“ der Entwickler. Die Portierung auf Playstation 4 sei gelungen und eines der besten Survival-Spiele auf der Plattform.
Die Erzählung sei fesselnd und das Storytelling überzeuge. Gezielt in der Spielwelt platzierte Hinweise würden den Spieler nicht nur zum aufmerksamen Erkunden motivieren, sondern den Prozess des Erkundens selbst mit Spielfortschritt gleichsetzen. Dabei stößt der Spieler direkt auf die Dinge, die zum Vorankommen im Spiel oder zur Forterzählung der Geschichte notwendig sind, und nicht etwa über mehrere Indirektionen auf Teile, die für andere Teile benötigt werden, die zum Weiterkommen nötig sind. Trotzdem handele es sich nicht um eine lineare Erzählung. Eine Sackgasse sei in der Regel ein Zeichen dafür, dass die Suche an anderer Stelle fortgesetzt werden müsse.

#### Retrospektiv
GameStar bezeichnet The Forest 2020 als „Evergreen, mit dem auch Jahre nach Release noch zu rechnen“ sei. Die Pflege des Titels mit neuen Funktionen und Fehlerbehebungen durch den Entwickler sowohl während der Early-Access-Phase als auch nach der Veröffentlichung sei vorbildlich gewesen und das Spiel in den insgesamt sechs Jahren „sehr gut“ gealtert. The Forest gilt als positives Beispiel für die Umsetzung des Early-Access-Formats. Rock Paper Shotgun zählte das Horror-Adventure 2020, 2021, 2022 und 2023 zu den „besten Survival-Spielen für PC“. GamesRadar+ führte das Spiel seit 2017 in seiner jährlich erscheinenden Liste der zehn „besten Survival-Spiele“, bis es 2024 von seinem Nachfolger abgelöst wurde. Die umfangreichen Möglichkeiten zum Bau von Spielerbasen würden The Forest außerdem zu einem der „besten Basisaufbauspiele“ machen. Parallelen wurden mehrfach zu Subnautica, Green Hell, Ark: Survival Evolved, No Man’s Sky, Don’t Starve, Rust, Raft und Valheim gezogen. PCGamesN nannte The Forest Ende 2023 „eines der besten Survival-Spiele überhaupt“ und bezeichnete es als Mischung aus Don’t Starve, DayZ und den Kannibalen-Horrorfilmen der 1970er Jahre.

### Verkaufs- und Spielerzahlen
Im November 2018 gab der Entwickler Endnight Games bekannt, dass sich The Forest seit Beginn des Early-Access-Programms allein für Windows über 5,3 Millionen Mal verkauft habe. Das Spiel sei in Anbetracht der ursprünglichen Finanzierungssumme von 125.000 US-Dollar ein klarer finanzieller Erfolg. Im März 2020 wurden rund 28.000 Spieler der PC-Version zur selben Zeit gezählt, ein neuer Rekord zu diesem Zeitpunkt, obwohl das Spiel bereits seit fast zwei Jahren auf dem Markt war. Im Dezember desselben Jahres spielten 29.909 Spieler gleichzeitig The Forest. Beide Rekorde standen in zeitlichem Zusammenhang mit Lockdowns, die während der COVID-19-Pandemie in vielen Ländern als Infektionsschutzmaßnahme verhängt wurden. Mit einem Anteil von 95 Prozent als „äußerst positiv“ gewerteten Empfehlungen unter den mehr als 400.000 Spielerbewertungen auf der Vertriebsplattform Steam ist The Forest trotz „nur“ überdurchschnittlicher Pressekritik ein Publikumsliebling. Diesen Eindruck bestätigte 2020 eine Leserumfrage der GameStar.

### Alterseinstufung

Das US-amerikanische Entertainment Software Rating Board (ESRB) vergab die zweithöchste Alterseinstufung „Mature 17+“: nicht geeignet für Kinder unter 17 Jahren. Enthalten seien Szenen „intensiver Gewalt, Blut und Verstümmelung, teilweise Nacktheit“. Die europäische Pan European Game Information (PEGI) stufte das Spiel als nicht jugendfrei ein. Grund dafür seien Darstellungen „starker Gewalt und von Gewalt gegen schwache und wehrlose Personen.“ Weiter wird ausgeführt: „Die Gewalt im Spiel kann zuweilen blutig sein. Beim Kampf gegen einen Mutanten wird dieser nicht zerstückelt oder enthauptet, aber sobald der Charakter zu Boden fällt, kann er enthauptet oder zerstückelt werden. Dies geschieht nicht sofort, sondern erfordert mehrere Schläge, die jeweils von großen Blutspritzern begleitet werden. Menschliche Gliedmaßen, Köpfe und Kadaver in verschiedenen Stadien des Gemetzels sind im Spiel häufig zu sehen.“ Der deutsche Branchenverband Unterhaltungssoftware Selbstkontrolle (USK) hat für die PlayStation-4-Version wegen „drastischer Gewalt, Schock- und/oder Horrorelemente“ eine in Deutschland verbindliche Altersfreigabe von 18 Jahren festgelegt.

### Analyse
Mit seiner offenen Spielwelt und den Überlebensaspekten gehört The Forest zu einer Generation direkter Nachfahren des 2011 veröffentlichten und weltweit erfolgreichen Sandbox-Spiels Minecraft. Benjamin J. Abraham bezeichnet das junge Computerspielgenre in seinem 2022 erschienenen Buch Digital Games After Climate Change als „Survival-Crafting“. Gemeinsame charakteristische Elemente der Spiele sind eine dynamische und natürlich wirkende Spielwelt und ein darin eingebettetes und eng damit verknüpftes Storytelling. Die Betrachtung dieser Spiele erfolgte vor dem Hintergrund der Frage, was ein ökologisches Spiel sei und ob Spiele mit einer derartigen Aufmachung und spielmechanischen Einbindung des Spielers in die simulierte natürliche Umgebung ökologisch(er) seien, was gelegentlich behauptet werde. Allerdings, so Abraham, liefen Spiele dieses Genres immer auf „ökonomische Aktivitäten und Akkumulationslogiken hinaus“ und trügen daher „wenig dazu bei, das Denken und Handeln der Spieler in eine ökologische Richtung zu lenken.“ Solche Spiele seien abgesehen von ihrer Thematik nicht ökologischer als Spielen oder Interaktion per se. Zu den Survival-Crafting-Spielen zählt Abraham neben Minecraft und The Forest auch Terraria, Miasmata, Rust, 7 Days to Die, Subnautica und Ark: Survival Evolved.
Ein 2019 in der Fachzeitschrift Eludamos veröffentlichter Artikel untersuchte verschiedene Ansätze zur Erzeugung einer unheimlichen Atmosphäre und das Wechselspiel zwischen Angst als fiktiver Emotion und Angst als Emotion des Spielers, insbesondere in Indie-Spielen, darunter The Forest. Im Vergleich zu anderen Survival-Horror-Spielen gibt The Forest dem Spieler durch seine Crafting-Mechaniken und die umfangreichen Möglichkeiten zum Bau von Verteidigungsanlagen wesentlich mehr Kontrolle über die Spielumgebung und das Spielgeschehen. Dies lasse die sowohl spielmechanisch als auch audiovisuell und narrativ dargestellte Bedrohung durch die kannibalischen Stämme mit zunehmender Spieldauer lächerlich erscheinen, es sei denn, der Spieler in der Rolle von Eric LeBlanc konzentriere sich darauf, seinen Sohn so schnell wie möglich zu retten. In diesem Fall sei das Spiel durchaus in der Lage, „eine ganze Menge Angst, sowohl als fiktive Emotion als auch als Emotion im Spiel“, zu erzeugen. Weitere in der Studie untersuchte Spiele sind Amnesia: The Dark Descent (Frictional Games, 2010), Neverending Nightmares (Infinitap Games, 2014) und Darkwood (Acid Wizard Studio, 2017).

## Fortsetzung

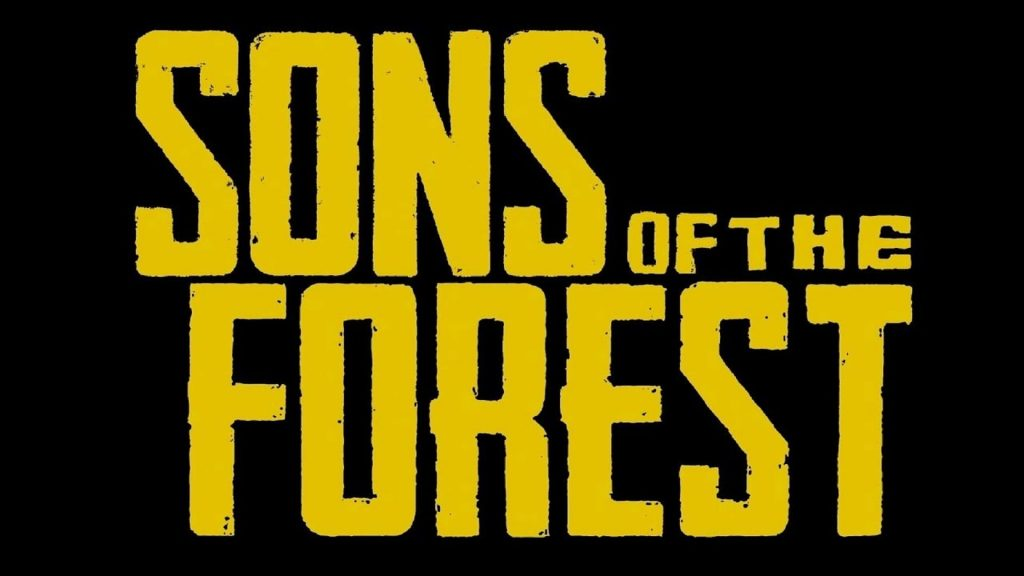
Das im Ankündigungstrailer präsentierte Logo zum Nachfolger

Bei den Game Awards 2019 kündigte Endnight Games mit einem Trailer die Fortsetzung Sons of the Forest an. Die Veröffentlichung war ursprünglich für 2021 geplant. Im Oktober 2021 wurde eine Verschiebung auf 2022 bekanntgegeben, im August 2022 erneut auf den 23. Februar 2023 verschoben. In einer Leserumfrage der Spielezeitschrift GameStar im Jahr 2020 erwies sich die Fortsetzung von The Forest als das mit Abstand meisterwartete Survivalspiel des Jahres 2021. IGN erhielt exklusive Vorabeinblicke und berichtete im Januar 2023 ausführlich.
Sons of the Forest erschien am 23. Februar 2023 für Windows und wird zunächst ebenfalls mit dem Label „Early Access“ als noch in der Entwicklung befindlich vermarktet. Damit wolle der Hersteller eine weitere Verschiebung des Erscheinungstermins vermeiden. Innerhalb von 24 Stunden wurde die Fortsetzung über 2 Millionen Mal verkauft und war mit über 250.000 gleichzeitigen Spielern zeitweise der meistgespielte Titel auf Steam. Der Nachfolger knüpft an die Ereignisse und das Spielprinzip des ersten Teils an. Das Gameplay wurde um neue Spielmechaniken und wechselnde Jahreszeiten erweitert.